# Aanhangsel (bloem)

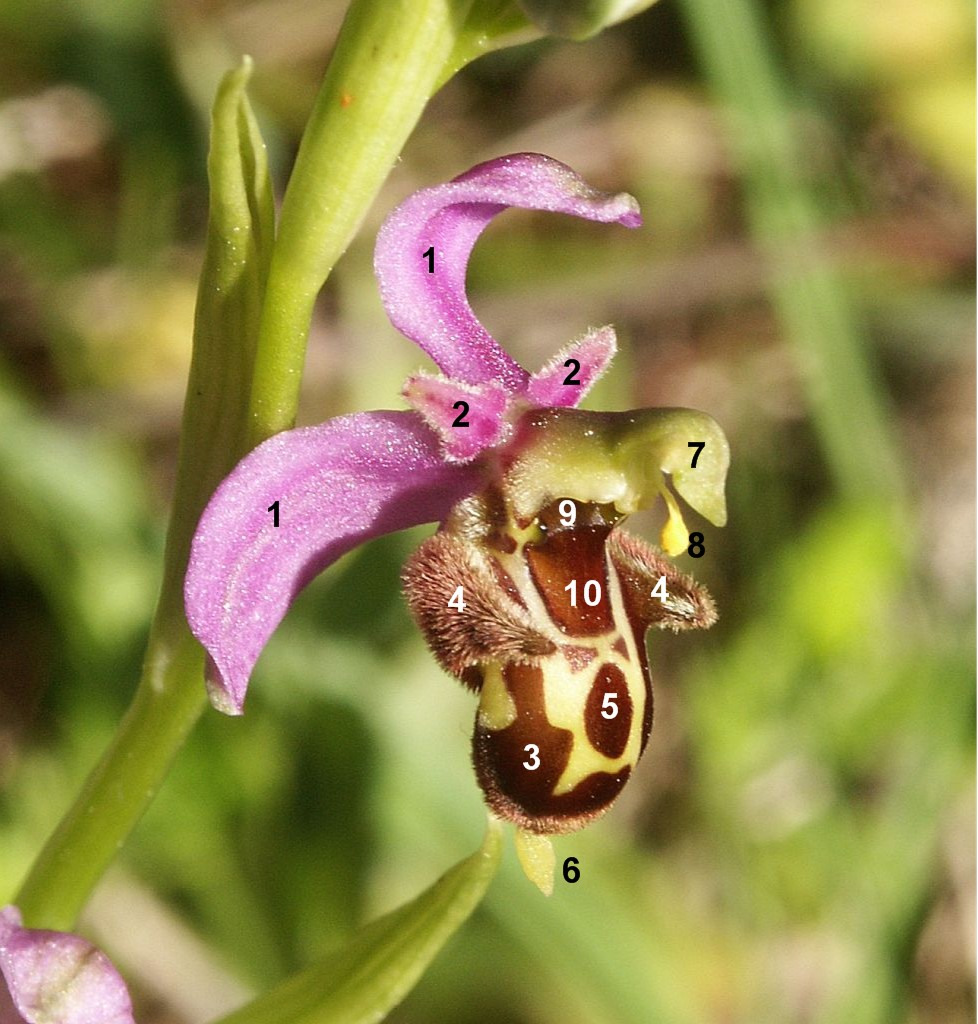
Ophrys 1: buitenste bloemdekbladen; 2: binnenste bloemdekbladen; 3: lip - middenlob; 4: lip - zijlobben; 5: speculum; 6: aanhangsel; 7: gynostemium; 8: pollinia (stuifmeelklompjes)

Het aanhangsel of appendix in de bloemmorfologie is een driehoekig uitgroeisel aan de lip van orchideeën van het geslacht spiegelorchis (Ophrys). 
Het aanhangsel is meestal slechts enkele millimeters lang en geel gekleurd. Het kan recht naar beneden hangen of naar voor of naar achter gebogen zijn; in het laatste geval is het moeilijk zichtbaar. Bij sommige soorten is het slechts rudimentair aanwezig of volledig verdwenen.
Men weet niet precies wat de functie is van dit aanhangsel; waarschijnlijk speelt het een rol bij het aanlokken van bestuivers. 
De vorm en de plaatsing van het aanhangsel is voor een aantal soorten een determinatiekenmerk.